# Resultados do Carnaval de Belém em 2015
Resultados do Carnaval de Belém em 2015.

## Grupo A
| Colocação | Escola                      | Pontos | Nota      | Ref.        |
| --------- | --------------------------- | ------ | --------- | ----------- |
| 1º        | Rancho Não Posso Me Amofiná | 219,6  |           | [ 1 ] [ 2 ] |
| 2º        | Quem São Eles               | 216,7  |           | [ 1 ] [ 2 ] |
| 3º        | Bole Bole                   | 214,8  |           | [ 1 ] [ 2 ] |
| 4º        | Piratas da Batucada         | 214,1  |           | [ 1 ]       |
| 5º        | Matinha                     | 211,6  |           | [ 1 ]       |
| 6º        | Xodó da Nega                | 210,9  |           | [ 1 ]       |
| 7º        | Grande Família              | 210    |           | [ 1 ]       |
| 8°        | Império Pedreirense         | 205,8  | Rebaixada | [ 1 ] [ 2 ] |

## Grupo B
| Colocação | Escola                   | Nota      | Ref.  |
| --------- | ------------------------ | --------- | ----- |
| 1º        | Mocidade Unida do Bengui | Promovida | [ 1 ] |
| 2º        | Os Colibris.             |           | [ 1 ] |
| 3º        | Embaixadores Azulinos    |           | [ 1 ] |
| *         | União Montenegrense      | Rebaixada | [ 1 ] |

## Grupo C
| Colocação | Escola                | Nota      | Ref.  |
| --------- | --------------------- | --------- | ----- |
| 1º        | Mocidade Botafoguense | Promovida | [ 1 ] |
| 2º        | Império da Alegria    |           | [ 1 ] |
| 3º        | Cacareco              |           | [ 1 ] |

## Blocos

### 1º Grupo
| Colocação | Bloco                          | Nota      | Ref.  |
| --------- | ------------------------------ | --------- | ----- |
| 1º        | Mexe-Mexe                      |           | [ 1 ] |
| 2º        | Império Jurunense              |           | [ 1 ] |
| 3º        | Encantos do Pará               |           | [ 1 ] |
| *         | Mocidade Alegrense da Pedreira | Rebaixada | [ 1 ] |

### 2º Grupo
| Colocação | Bloco                          | Nota      | Ref.  |
| --------- | ------------------------------ | --------- | ----- |
| 1º        | Acadêmicos da Terra Firme      | Promovido | [ 1 ] |
| 2º        | Cheiro Cheiroso                |           | [ 1 ] |
| 3         | Mocidade Independente do Samba |           | [ 1 ] |